# Swiss Indoors 1995
Lo Swiss Indoors 1995, noto anche come Davidoff Swiss Indoors per motivi di sponsorizzazione, è stato un torneo di tennis giocato sul cemento indoor. È stata la 26ª edizione dell'event e faceva parte delle World Series nell'ambito dell'ATP Tour 1995. Il torneo si è giocato al St. Jakobshalle di Basilea, in Svizzera, dal 23 settembre al 1º ottobre 1995.

## Campioni

### Singolare
Jim Courier ha battuto in finale  Jan Siemerink con il punteggio di 6(2)–7, 7–6(5), 5–7, 6–2, 7–5

### Doppio
Cyril Suk /  Daniel Vacek hanno battuto in finale  Mark Keil /  Peter Nyborg con il punteggio di 3–6, 6–3, 6–3